# Chasseurs d'élans
Pour plus de détails, voir Fiche technique et Distribution.
Chasseurs d'élans (Moose Hunters) est un dessin animé de Mickey Mouse produit par Walt Disney pour United Artists et sorti le 20 février 1937.

## Synopsis
Dingo et Donald ont revêtu un costume d'élan pour aider Mickey à chasser l'animal.

## Fiche technique
- Titre original : Moose Hunters
- Autres Titres[1] :
  - Allemagne : Die Elchjäger
  - Finlande : Mikki hirvijahdissa
  - France : Chasseurs d'élans
  - Suède : Älgjakten, Kalle Anka på älgjakt
  - Italie : Caccia all'alce
- Série : Mickey Mouse
- Réalisateur : Ben Sharpsteen
- Animateur : Art Babbitt, Norman Ferguson, Jack Kinney
- Voix : Pinto Colvig (Dingo), Walt Disney (Mickey), Clarence Nash (Donald)
- Producteur : Walt Disney, John Sutherland
- Distributeur : United Artists
- Date de sortie : 20 février 1937[2]
- Format d'image : Couleur (Technicolor)
- Son : Mono
- Durée : 8 min
- Langue : (en)
- Pays :  États-Unis

## Voix françaises
- Jean-Paul Audrain : Mickey Mouse
- Sylvain Caruso : Donald Duck
- Gérard Rinaldi : Dingo